# Jan Perner

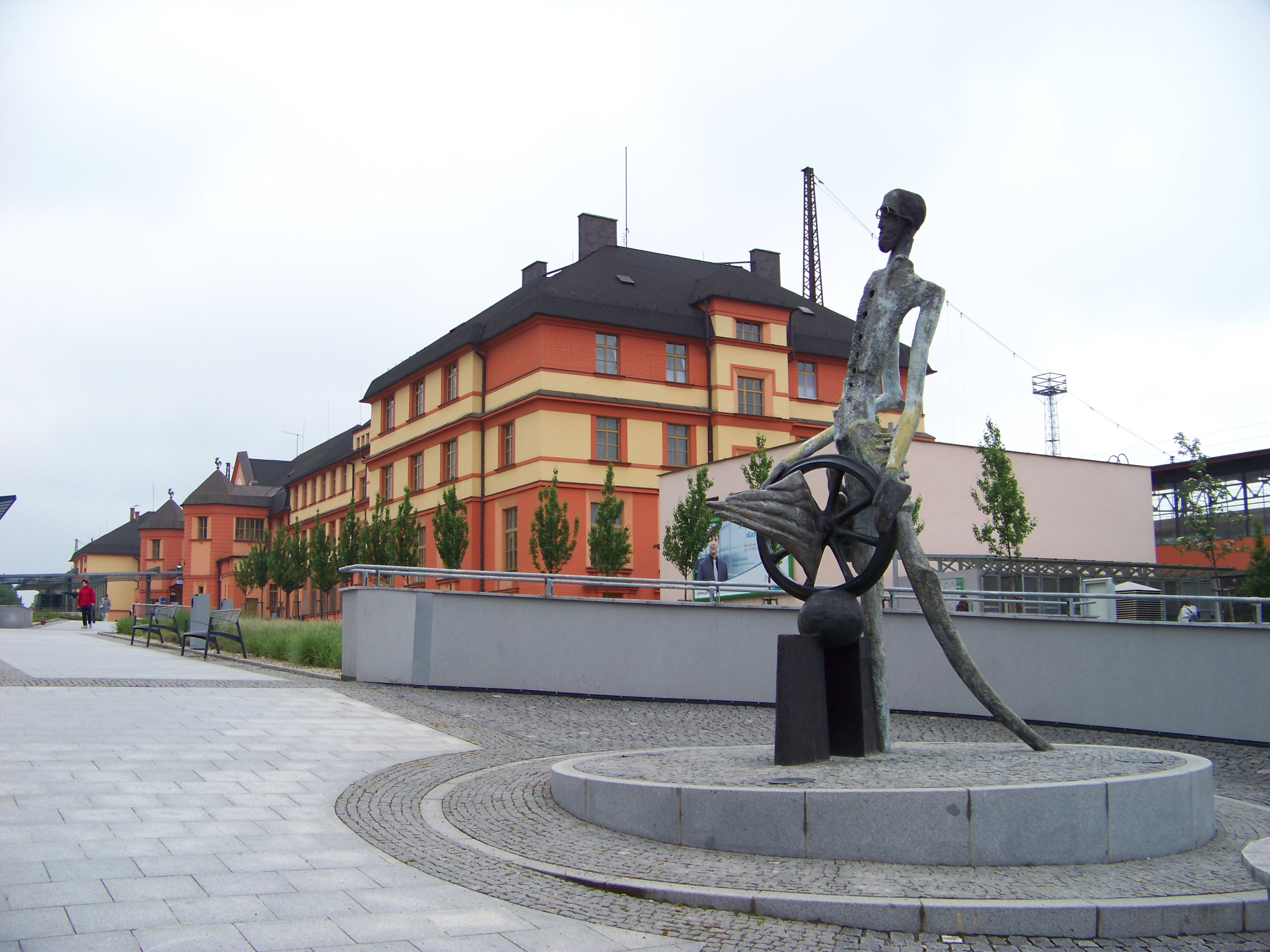
Socha Jana Pernera z roku 2010 od Jaromíra Garguláka na náměstí Jana Pernera v České Třebové

Jan Perner (7. září 1815 Bratčice – 10. září 1845 Pardubice) byl český projektant a stavitel železničních tratí.

## Životopis

### Mládí a studia

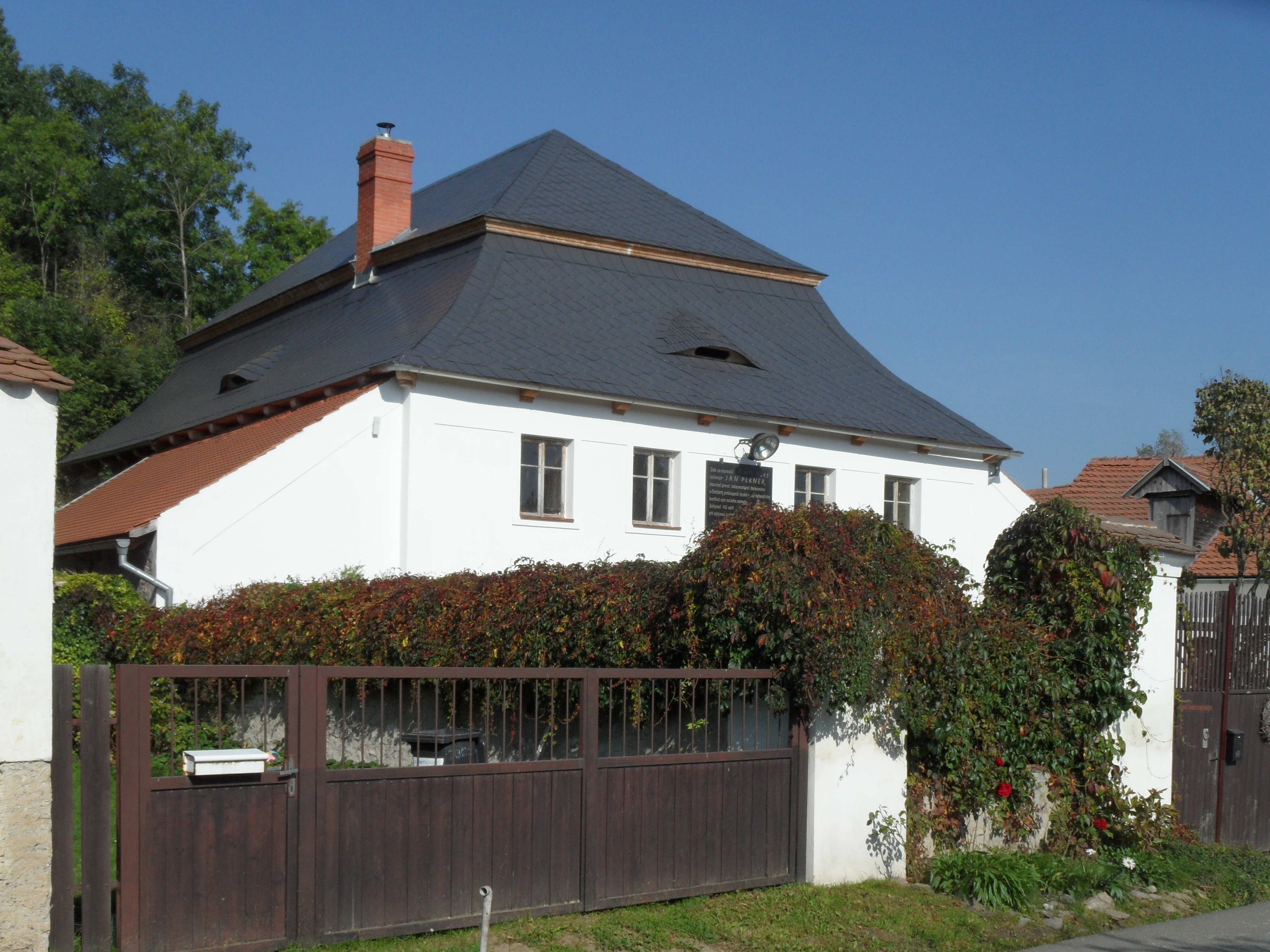
Vodní mlýn v Bratčicích: rodiště Jana Pernera

Pocházel z rodu polabských mlynářů. Otec Jan Perner a matka Kateřina roz. Kazdová vlastnili mlýn v Bratčicích na Čáslavsku, později v Pardubicích. Byl při narození neduživý a tak rodiče pospíšili jej nechat pokřtít ještě téhož dne v obavě, aby případně nezemřel bez křtu. V letech 1822–1827 vychodil školu v Potěhách, do roku 1830 pak studoval na Týnské hlavní škole v Praze. Navzdory přání otce pokračoval v letech 1831 až 1833 ve studiu na pražském technickém učilišti (polytechnice). Zakladatelem této školy byl František Josef Gerstner.

### Práce na železnici
Roku 1836 se Perner přihlásil na inzerát Františka Antonína Gerstnera, který hledal inženýry pro stavbu železnic v carském Rusku. Gerstner ho nejdříve poslal na studijní cestu po Německu, Belgii a Anglii. Po příjezdu do Ruska nastoupil na stavbě první ruské dráhy z Petrohradu do Carského Sela a Pavlovska. Pro Gerstnera zde pracovalo ještě 12 dalších Čechů, většinou absolventů pražské techniky. Poté, co údajně nechal tělesně potrestat ruského stavebního dozorce, však došlo ke konfliktu s úřady a Perner musel na podzim 1836 práci i Rusko opustit.
Od 1. června 1837 nastoupil Perner na stavbu Severní dráhy císaře Ferdinanda. Do léta 1839 vedl stavbu úseku z Břeclavi do Brna. Poté byl pověřen projekčními pracemi v úseku z Ostravy do Osvětimi.
Jan Perner se zúčastnil velkých trasovacích prací pro spojení Vídně s Prahou. Uvažovalo se sedm variant, z nichž trasa přes Olomouc a dále Polabím byla nejdelší. V tuto trasu měl Perner takovou důvěru, že přiměl své příbuzné k rozsáhlým spekulacím (šlo o nákup pozemků a stavebního dříví). Riskantní sázka mu vyšla.
Koncem roku 1841 došlo k významnému kroku – stát se rozhodl převzít výstavbu páteřních železničních tratí. Zamýšlená Severní státní dráha měla vést z Olomouce do Prahy a Drážďan. 1. března 1842 se stal státním úředníkem s funkcí vrchní inženýr státních drah. Dne 26. listopadu 1842 schválil císař jeho návrhy na trasu dráhy z Prahy do Drážďan. Současně řešil umístění nádraží státní dráhy v Praze.
Slavnostní otevření dráhy mezi Olomoucí a Prahou bylo stanoveno na 20. srpna 1845, pro zahájení veřejné osobní dopravy 1. září a pro zahájení nákladní dopravy 1. říjen 1845.

### Nešťastné úmrtí

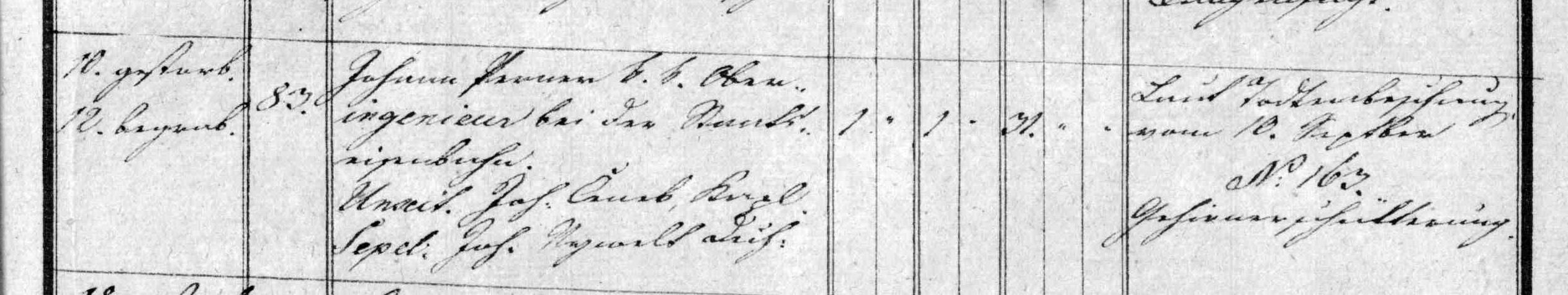
Matrika zemřelých, Pardubice (Zelené Předměstí), Jan Perner, 10.9.1845

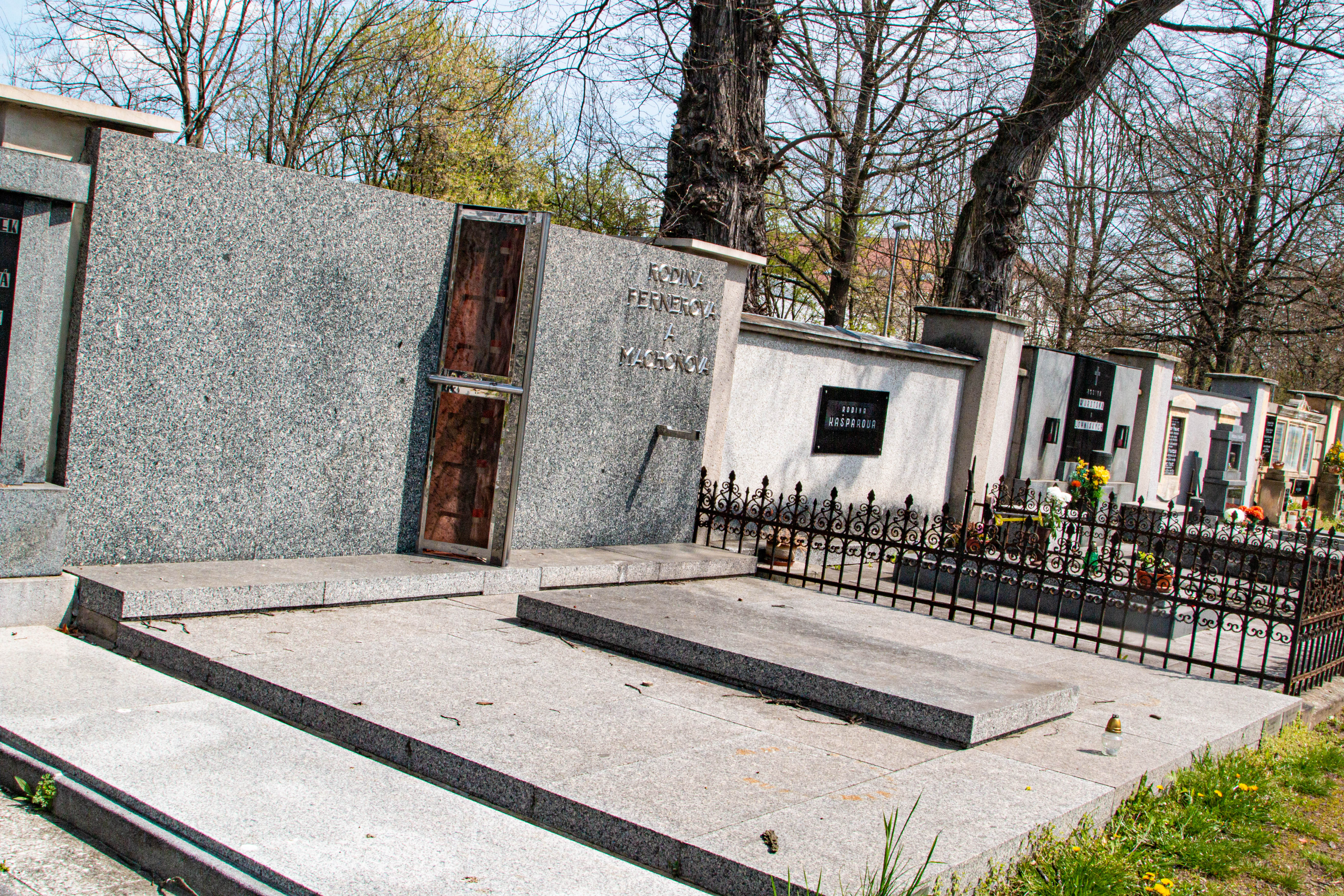
Hrob Jana Pernera

Dne 9. září 1845 se vracel z cesty na Moravu v prvním voze za lokomotivou. Po projetí choceňským tunelem sestoupil na poslední stupeň schůdku vagónu a narazil o návěstní sloupek – označník. Se zraněním hlavy a pravé paže ještě nastoupil do vlaku a pokračoval do Pardubic. Zde ještě vystoupil, ale po několika krocích se zhroutil. Byl odvezen do otcova domu, kde druhý den v 11 hodin zemřel. Pohřeb se konal v pátek 12. září 1845 odpoledne ve 4 hodiny za účasti mnoha lidí. Z Prahy byl vypraven zvláštní vlak. Je pohřben na pardubickém Centrálním hřbitově ve společné hrobce s architektem Ladislavem Machoněm.
Důvodem společné hrobky je to, že otec Ladislava Machoně byl Václav Machoň, který učil na reálce a vzal si za manželku Kateřinu Pernerovou. Ta byla z rodu Pernerů v Týnci nad Labem. To je poboční větev hlavní rodinné linie Pernerů z Bratčic u Čáslavi. V březnu 2015 hrobku získala nově vzniklá Společnost Jana Pernera za symbolickou jednu korunu a příslib, že ji opraví a bude o ni nadále pečovat. Souhlas s převodem poskytl Jiří Machoň, vnuk slavného architekta. Pernerova hrobka je po renovaci zařazena do unikátní naučné stezky po pardubickém městském hřbitově.

## Uctění památky

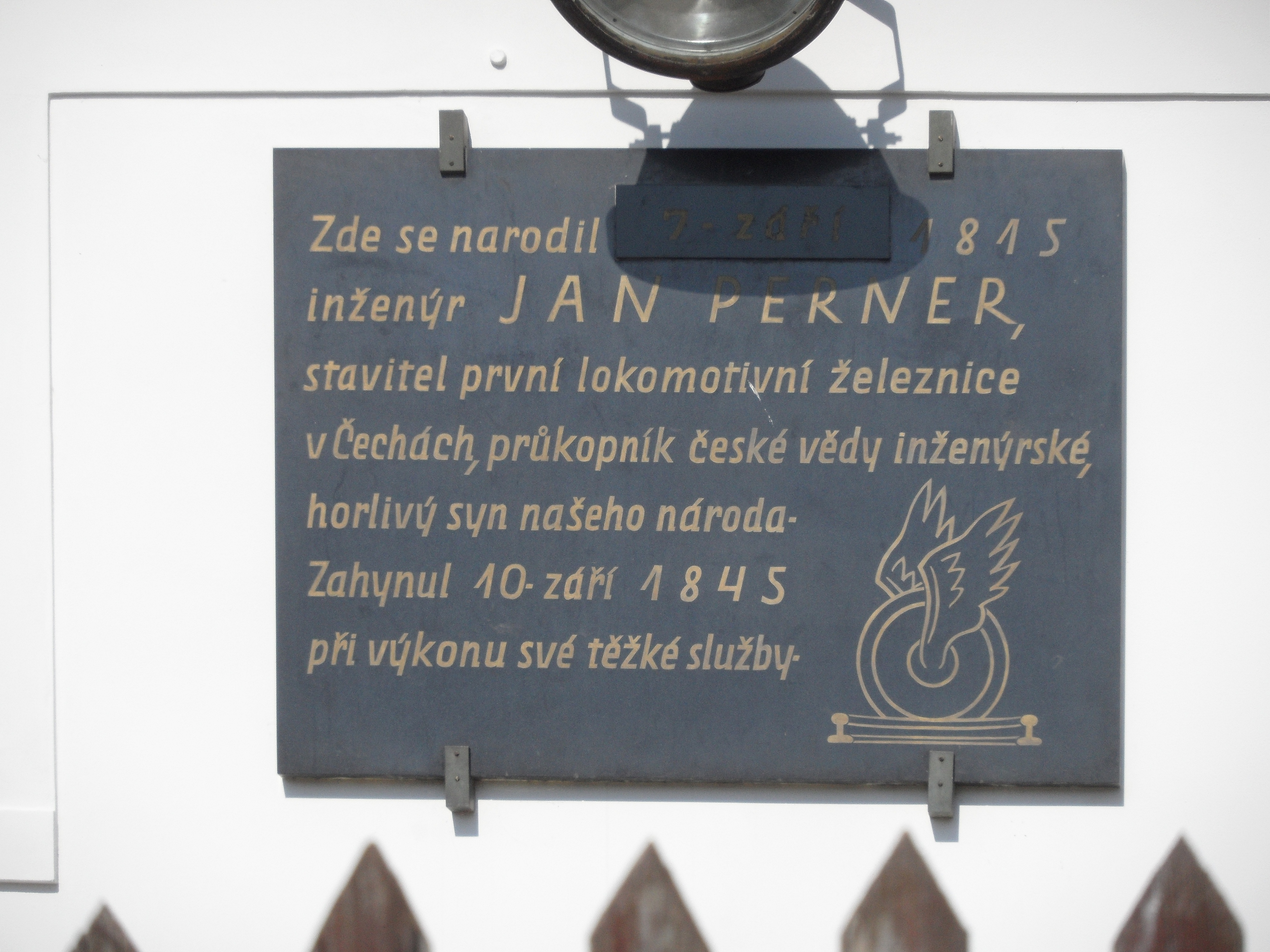
Pamětní deska na rodném domě

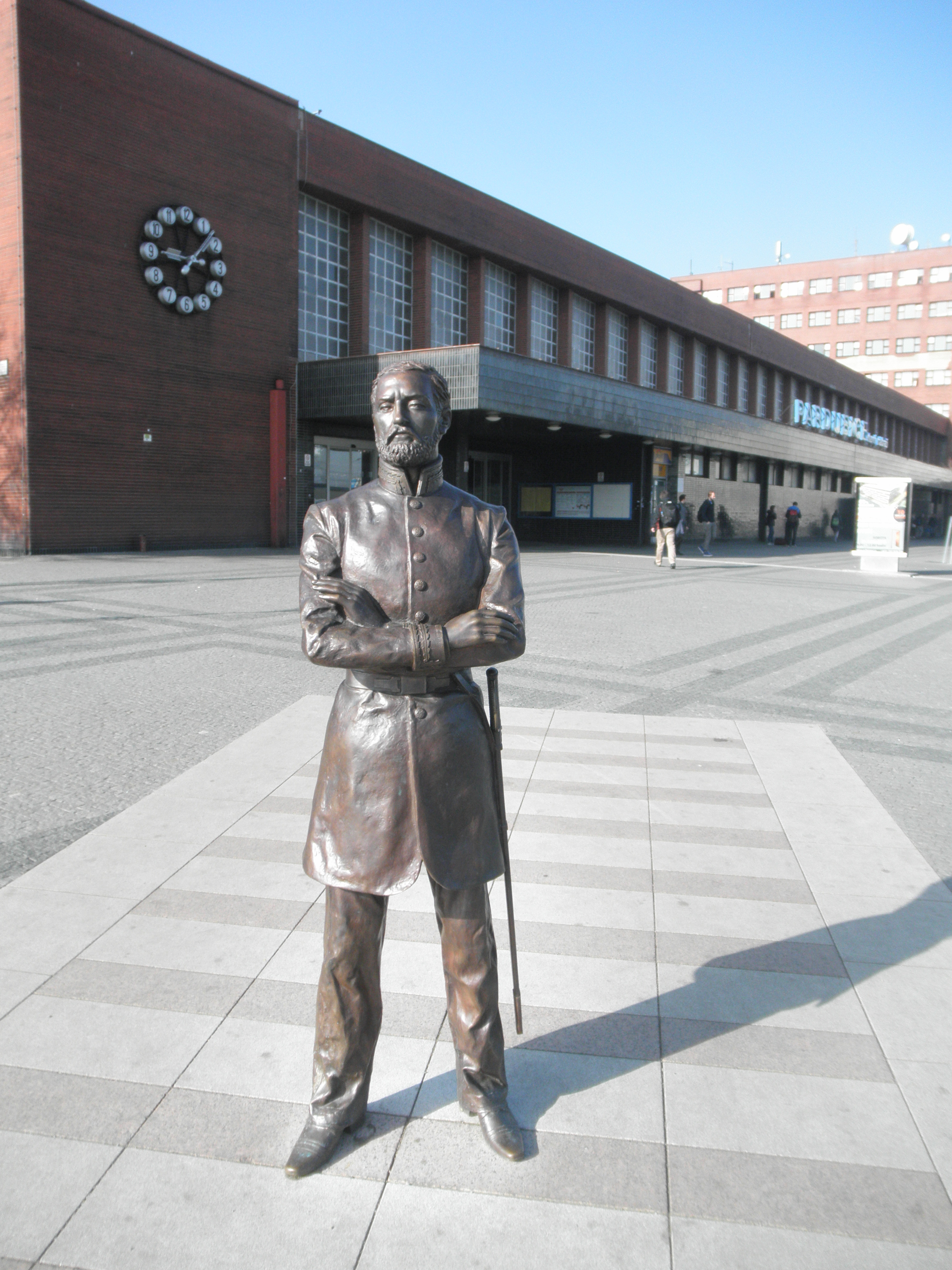
Bronzová socha Jana Pernera na náměstí Jana Pernera před nádražím v Pardubicích. Sochu vytvořil Jaroslav Brož v roce 2017.

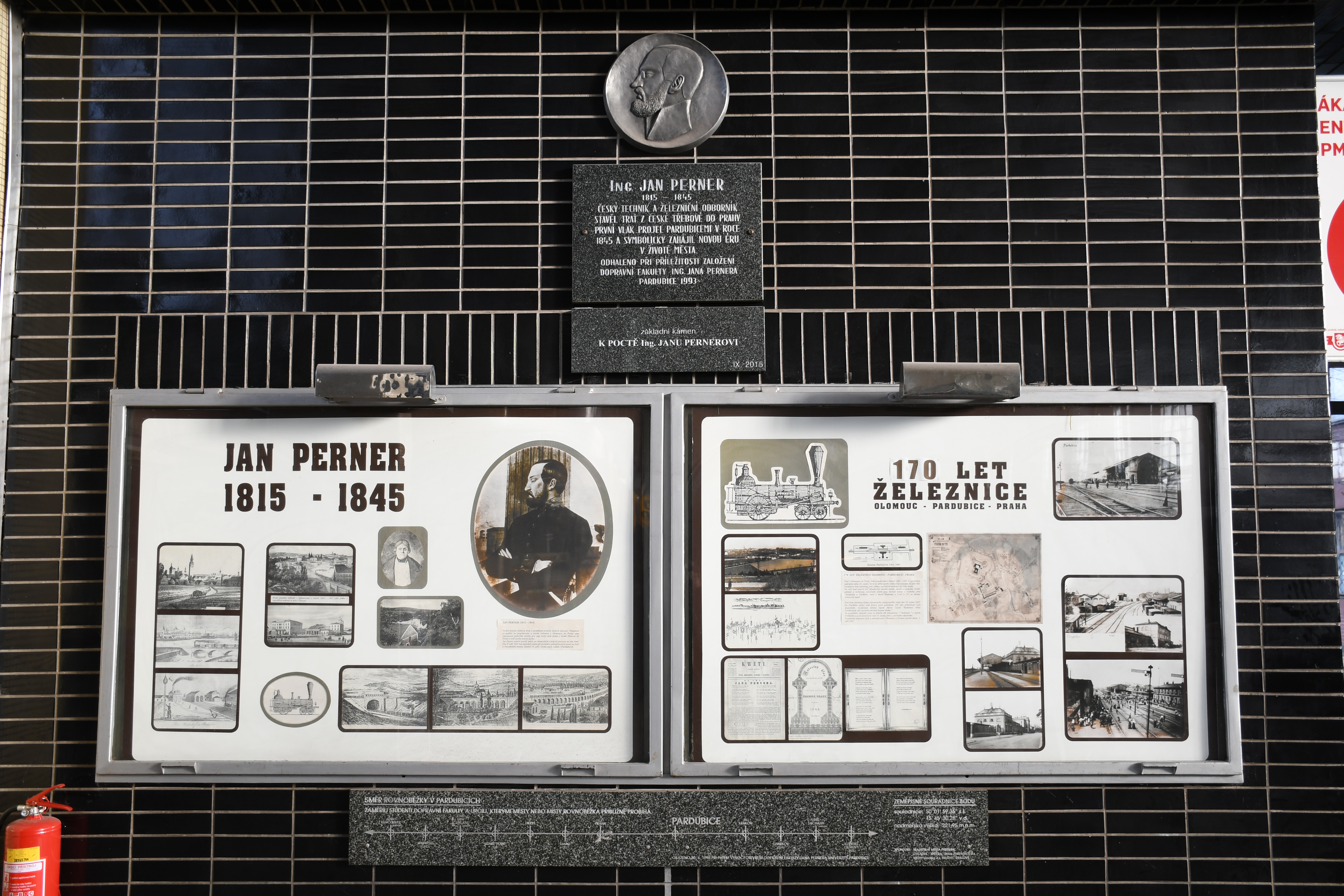
Pamětní deska Jana Pernera na vlakovém nádraží v Pardubicích

- V jízdním řádu 2007/2008 se po tomto staviteli jmenoval i jeden pár vlaků InterCity 582/583 spojující Prahu s Bohumínem.
- V jízdním řádu 2008/2009 jméno Pernera nese pár vlaků EuroCity 146/147 tentokrát spojující Prahu s Žilinou.
- V jízdním řádu 2015/2016 jméno Pernera nese pár vlaků EuroCity 154/155 mezi Prahou - Návsím - Žilinou
- Po Janu Pernerovi se také jmenuje náměstí před hlavním pardubickým nádražím.
- V témže městě nese jeho jméno ulice nedaleko místa, kde stál mlýn jeho otce.
- Je po něm pojmenována i Dopravní fakulta Jana Pernera Univerzity Pardubice.
- Na jeho rodném domě v Bratčicích byla instalována pamětní deska.
- V České Třebové se jmenuje od 3. září 2010 náměstí před nádražím po jeho osobě, na náměstí je instalována také jeho socha.
- V Praze je pojmenována po Janu Pernerovi ulice vedoucí Karlínem původně podél železniční dráhy.
- V Ostravě je po Janu Pernerovi pojmenována ulice nedaleko vlakové stanice Ostrava-Kunčičky.
- V Úvalech je po Janu Pernerovi pojmenována ulice nedaleko úvalského nádraží, blízko železniční trati Praha – Česká Třebová.
- V Pardubicích před nádražím vítá cestující socha Jana Pernera.
- V roce 2015 byla Českou národní bankou vydána pamětní stříbrná mince Jan Perner, nominální hodnota 200 Kč.

### Společnost Jana Pernera
V souvislosti s blížícím se 200. výročím narození Jana Pernera v roce 2014 vznikla Společnost Jana Pernera, z.s., která je občanským neziskovým sdružením. Vznikla za účelem uchovávat památku projektanta a stavitele železničních tratí Ing. Jana Pernera. Cílem je propagovat jeho jméno a zásluhy v rozvoji dopravy a napomáhat vzdělávání, osvětě i propagaci v oblasti cestovního ruchu.
Společnost Jana Pernera, z.s. byla garantem programu celoročních oslav dvou životních jubileí Ing. Jana Pernera, které se uskutečnilo v roce 2015 za účasti řady významných osobností. Akce nesla název Rok Jana Pernera a připomínala 200. výročí narození a zároveň 170. výročí tragického úmrtí Ing. Jana Pernera. Společnost Jana Pernera, z.s. úzce spolupracuje se Společností Jana Kašpara, z.s. Společnost Jana Kašpara mimo jiné vybudovala naučnou stezku „Hroby zakladatelů dopravy v českých zemích“, která provází návštěvníky Městských hřbitovů v Pardubicích po místech posledního odpočinku významných osobností v oboru dopravy. Jedno ze zastavení je věnováno právě Ing. Janu Pernerovi.

### 200. výročí narození
Dvousté výročí narození a zároveň 170. výročí jeho úmrtí si připomenulo město Pardubice, kde Perner žil a kde také zemřel tři dny po svých 30. narozeninách. Při této příležitosti byla slavnostně odhalena renovovaná rodinná hrobka Pernerů a Machoňů. Slavnostní odhalení se mimo jiné účastnil hejtman Pardubického kraje Martin Netolický, historik a předseda Společnosti Jana Pernera Jiří Kotyk a vnuk Ladislava Machoně. Další hroby, které jsou součástí naučné stezky, patří průkopníkům české aviatiky Janu Kašparovi a Eugen Čihákovi, dále baronu Arthur Krausovi.